# Gesta Francorum

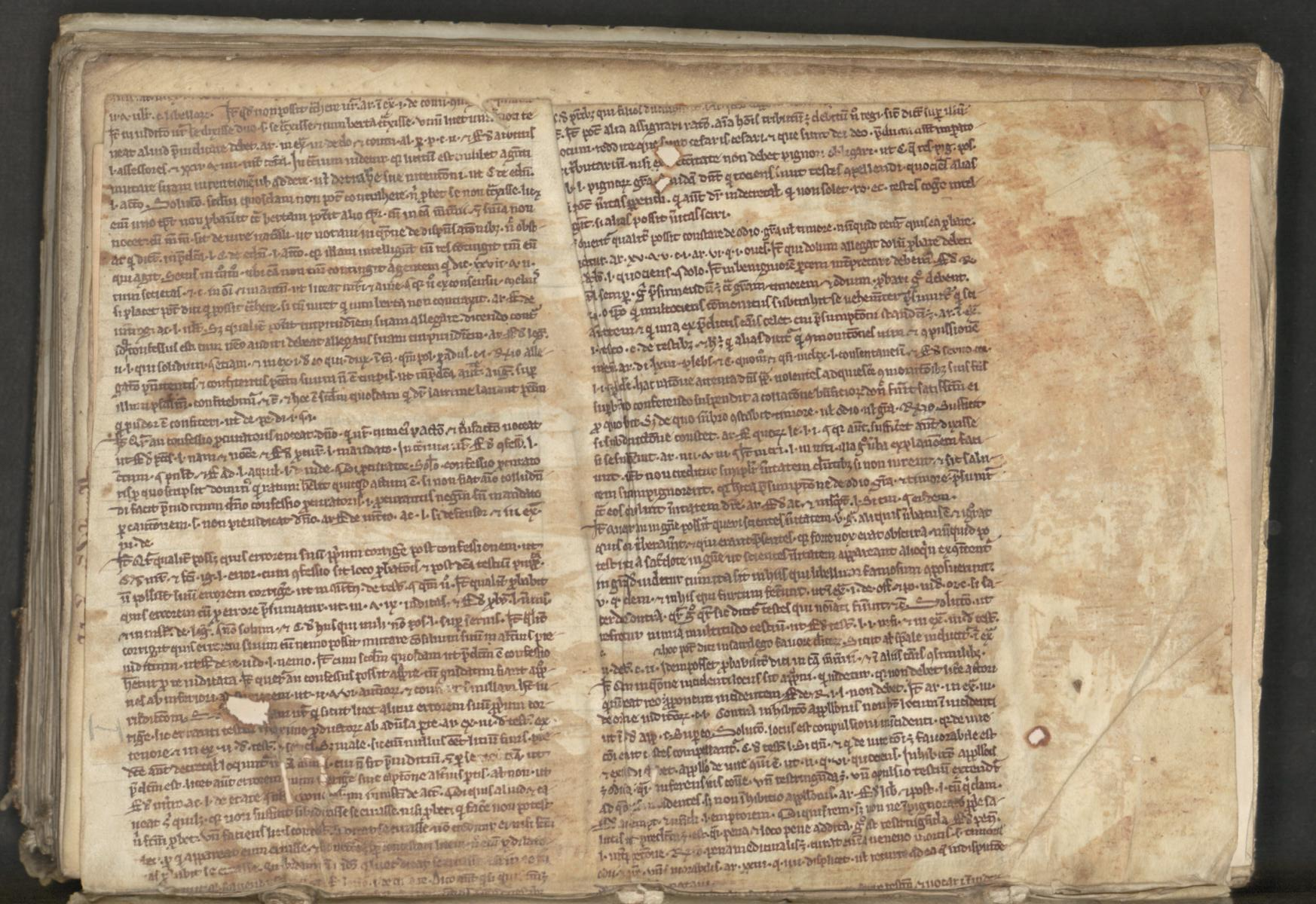
Páginas do Gesta Francorum

Gesta Francorum (Atos dos Francos), ou Gesta Francorum et aliorum Hierosolimitanorum (Atos dos Francos e dos outros peregrinos a Jerusalém), é uma crônica latina da Primeira Cruzada de um autor anônimo ligado a Boemundo de Taranto.
Ele narra os eventos da Primeira Cruzada, desde o Concílio de Clermont em 1095 até a Batalha de Ascalon em agosto de 1099. O nome do autor é desconhecido, mas ele era um membro do grupo cruzado, normando ou italiano, recrutado por Boemundo em 1096 na Apúlia, no Ducado de Nápoles.
Para seus contemporâneos literários, o autor anônimo era um "rústico". Guiberto de Nogent escreveu sua Dei gesta per Francos (1108) com base nele, dizendo que o original "frequentemente deixava o leitor atordoado com sua vacuidade insípida". Mais tarde, o monge Roberto, o Monge, foi contratado para reescrever toda a obra como Historia Hierosolymitana para melhorias literárias e históricas. Mais tarde, foi reescrito por Baldrico de Dol e na Historia Belli Sacri. No entanto, o original persistiu e hoje continua sendo uma das fontes contemporâneas mais valiosas da Primeira Cruzada.
A Gesta Francorum tem um paralelo próximo com o relato da Primeira Cruzada do padre e cruzado Peter Tudebode, Historia de Hierosolymitano itinere. Ambas as crônicas têm detalhes e frases muito semelhantes, mas cada relato também contém pequenos detalhes não encontrados no outro. Historiadores e paleógrafos contestam a relação entre as crônicas e a ordem em que elas apareceram. O historiador americano Jay Rubenstein sugeriu que os textos compartilham uma fonte comum mais completa que desde então se perdeu. Isto é contestado pelo historiado britânico Marcus Bull, que afirma que a Gesta é de fato “a mais antiga narrativa sobrevivente que conta o curso da Primeira Cruzada”.